# Cyklistická krasojízda

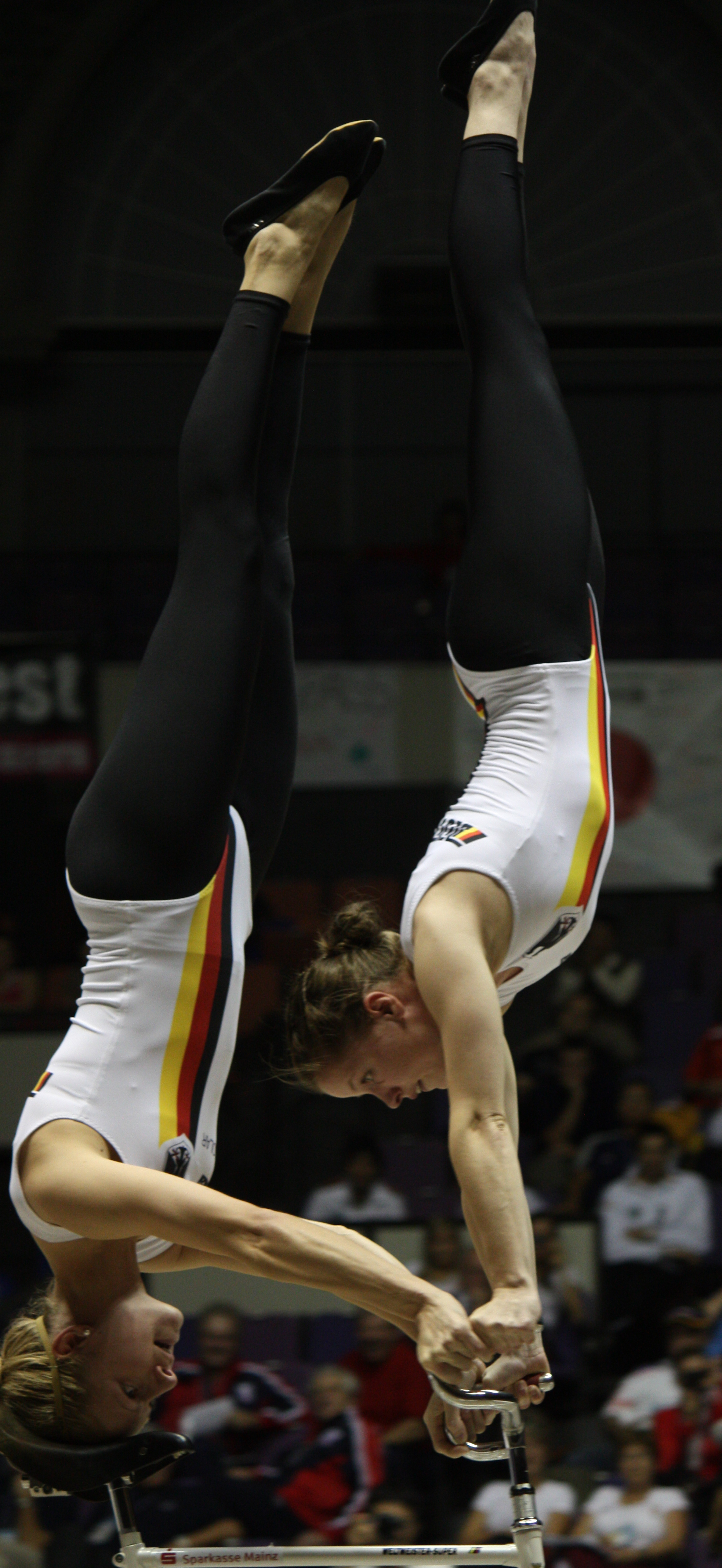
Katrin Schultheis a Sandra Sprinkmeier na mistrovství světa v roce 2011 v Japonsku

Cyklistická krasojízda je cyklistický sport, při kterém jsou prováděny akrobatické úkony na kole. Jedná se o jedno z odvětví cyklistiky spadající do odvětví sálové cyklistiky.
Skládá se z těchto disciplín: krasojízda jednotlivců, dvojic a čtveřic (dále i šestic, čtveřic a šestic jednokolek, avšak tyto disciplíny nesoutěží na této úrovni).
Od roku 2008 platí v krasojízdě nová pravidla, kde sportovec musí zvládnout 30 cviků v 5 minutách. Novinkou je také to, že krasojezdec nemusí jezdit celá kola, ale stačí půlkola. Další novinkou je, že dvojice může být smíšená. Hudba je pro krasojízdu spíše doprovodná. Každý si může vybrat na jakou hudbu chce jezdit, ale většinou jsou to pomalé skladby.

## Specifika
- Dvojice zahajují svoji jízdu na dvou kolech. Během jízdy se navzájem domluví, čí stroj je v lepším technickém stavu a v polovině sestavy na toto kolo přesednou a své vystoupení dokončí. To je zcela v souladu s pravidly.
- Hudba je v krasojízdě pouze doprovodná podkreslující vystoupení a nemusí přesně navazovat na provádění cviků.
- Jízdní kola jsou speciály: Jejich hlavní specifikum spočívá v převodu 1:1 a tzv. „furtošlapu“. Díky této vymoženosti se může jezdec na tomto stroji pohybovat dopředu i dozadu a nepotřebuje brzdy.